# Blåbærgletsjer
De Blåbærgletsjer is een gletsjer in Nationaal park Noordoost-Groenland in het oosten van Groenland. 

## Geografie
De gletsjer is gelegen in het zuiden van Andréeland. De gletsjer mondt in het zuidoosten uit in het Keizer Frans Jozeffjord. Ze is noordwest-zuidoost georiënteerd en heeft meerdere takken. De lengte van de hoofdtak is meer dan 13 kilometer.
Op ongeveer vier kilometer ten zuidwesten van de gletsjer ligt de Luciagletsjer.